# Francisco de Montejo (el sobrino)

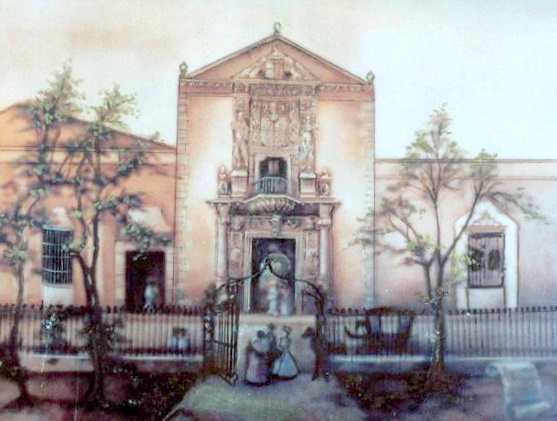
Casa que fue de los Montejo (Francisco de Montejo, "El Adelantado", Francisco de Montejo y León el mozo y Francisco de Montejo el sobrino) hacia 1548. Ubicada en la Plaza Grande de Mérida, Yucatán. Litografía del.

Francisco de Montejo el sobrino (1514-1572), fue un conquistador español quien junto a su tío y primo (homónimos) encabezaron la lucha de conquista del Mayab, después denominado por ellos mismos Yucatán, territorio peninsular en lo que hoy es México.

## Biografía

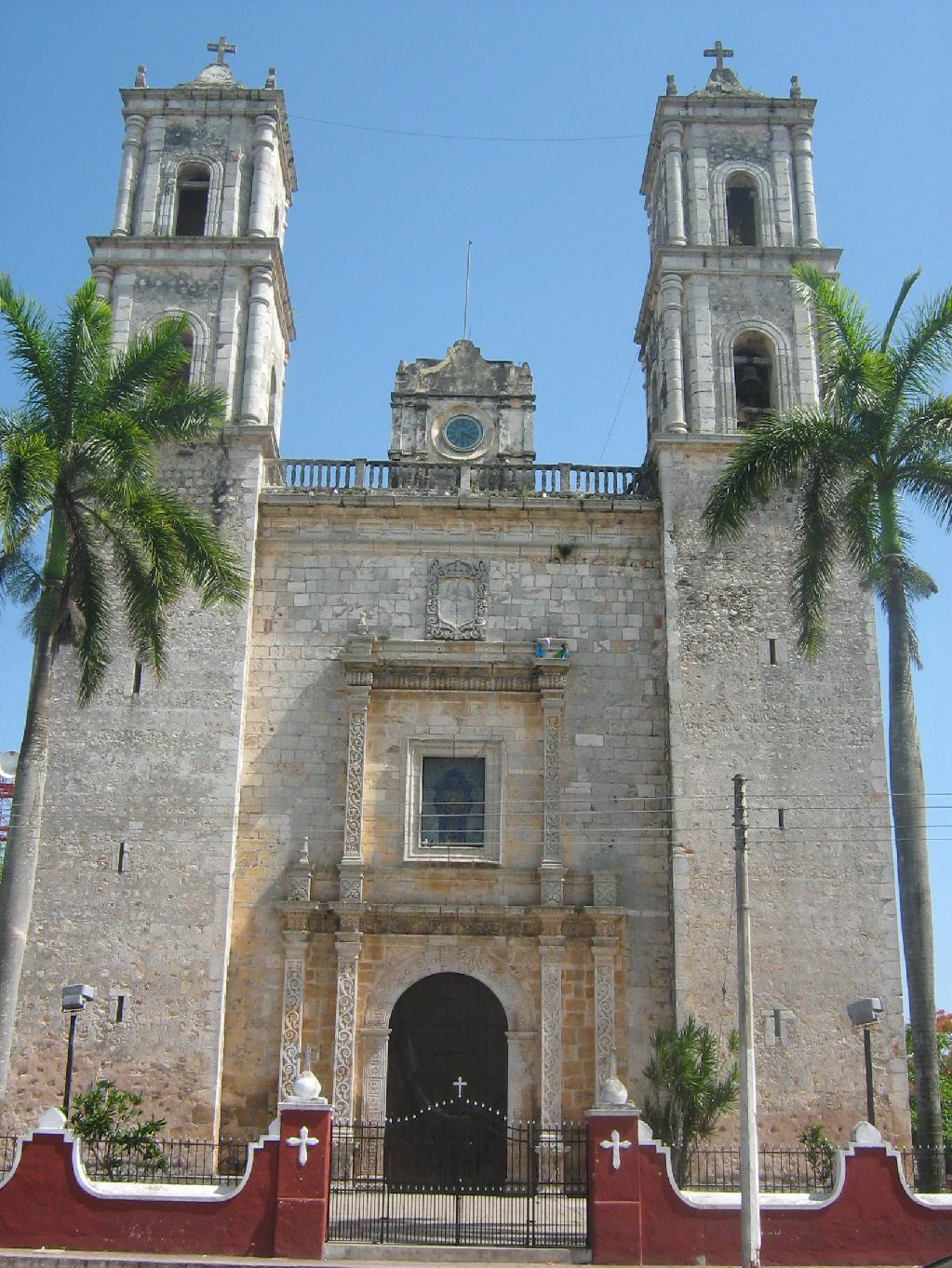
Iglesia de San Gervasio, Valladolid de Yucatán.

A los 13 años de edad, en el año de 1527, se embarcó con su tío, Francisco de Montejo “El Adelantado” y su primo Francisco de Montejo y León "el Mozo" para emprender la conquista del Mayab. Hacia el año de 1543 el sobrino fundó la Villa de Valladolid, en Chouac-Há. Un año más tarde, Valladolid se trasladó hacia Zací, su emplazamiento actual.
En la tercera fase de la conquista del Mayab, asistió a la primera guarnición ubicada en San Pedro Champotón, localidad en la cual los nativos comenzaron a tributar a los españoles, no obstante la ofensiva de la campaña tardó mucho tiempo en iniciarse pues "El Adelantado" y "el Mozo", se encontraban reuniendo recursos y soldados, por lo que la posición se encontraba en peligro ya que los caciques mayas comenzaban a conspirar. "El Sobrino" se anticipó y secuestró a los principales señores de la zona llevándolos ante su primo en Tabasco, donde renovaron votos de obediencia a la corona. El nombre de Champotón cambiaría de San Pedro a Salamanca de Champotón después de este incidente. 
Finalmente obtenidos los recursos, el Mozo y el Sobrino junto con otros capitanes enviados por el Adelantado, comenzaron la tercera y definitiva campaña de la conquista avanzando de occidente a oriente de la península.
El sobrino generalmente iba a la vanguardia de las campañas bélicas.
Francisco de Montejo el sobrino vivió sus últimos años en Mérida, donde murió siendo regidor en 1572, a la edad de 55 años.